# Liu Meng
Pour les articles homonymes, voir Liu.
Liu Meng née le 17 décembre 1995, est une joueuse de hockey sur gazon chinoise.

## Carrière
Elle a fait partie de l'équipe nationale pour concourir à la Coupe du monde 2018 à Londres.